# Козак Олександр Андрійович
Олекс́андр Андр́́ійович Коз́ак (*19 березня 1895, Київ — †після 1930) — військовий і громадський діяч, старшина технічного куреня 4-ї Київської бригади і 1-ї кулеметної дивізії, Окремого технічного куреня 5-ї Херсонської дивізії; сотник технічних військ Армії УНР.

## Біографія
Народився в сім'ї Андрія Яковича Козака, селянина села Щитинь Ковельського повіту на Волині, та Федосії Йосипівни (до шлюбу Красовська).
Закінчив повний курс 1-ї Київської комерційної школи (1914). Слухач Київського комерційного інституту (вересень 1914). Став на службу до контори Московського купецького банку (1914). Водночас працював статистом у повіт, земській управі (Київ).
Член Української студентської громади Київського комерційного інституту. Закінчив Олексіївську інженерну школу (1 червня 1915 — 15 січня 1916). Приділений до 10-го інженерного полку 6-го армійського корпусу.
| “В складі цього полку з початком українського національного руху в 1917 р., як член дивізійної ради корпусу (українізованого) брав безпосередню участь в організаційній роботі по створенню та сформуванню українських частин корпусу. У вересні 1917 р. захворів і 27 жовтня евакуйований для лікування до Києва. Вступив на українську військову службу до інженерного відділу Військового Секретаріату Укр. Республіки (27.12.1917). Під час служби був у наступних частинах та установах: управління головного технічного інспектора при Гол. Управлінні генерального штабу, управа інспектора технічних військ при штабі отамана [Олександра] Осецького (1918); управління начальника інженерів Холмської групи військ, 4-й технічний курінь Волинської групи, технічний кіш при штабі Дієвої Армії (1919); галицькі технічні частини 1 і 2 корпусів (кін. 1919 —1920 рр.); технічні курені 4-ї Київської бригади і 1-ї кулеметної дивізії (1920); Окремий технічний курінь 5-ї Херсонської дивізії (1920)”. |
Дійсний студент консульського відділу Близькосхідного інституту в Києві (1918). Намагався вступити до Київського економічно-адміністративного інституту, але події 1918—1919 років завадили навчанню. Дійсний слухач хіміко-технологічного відділу інженерного факультету Української Господарської академії в Подєбрадах (1923-1928). Зі слів ректора УГА, «академію закінчує одним із перших. По своїм здібностям Козак Олександр позитивно виділяється серед своїх колег і має нахил до наукової праці».
Захистивши дипломну роботу «Запроектування цукрозаводу на 3000 (одиниця ваги) готової продукції» «з успіхом дуже добрим», здобув фах інженера-технолога (9 липня 1928).
У вересні 1930 мешкав у місті Бидгощ, Польща.